# Oswald Inglin

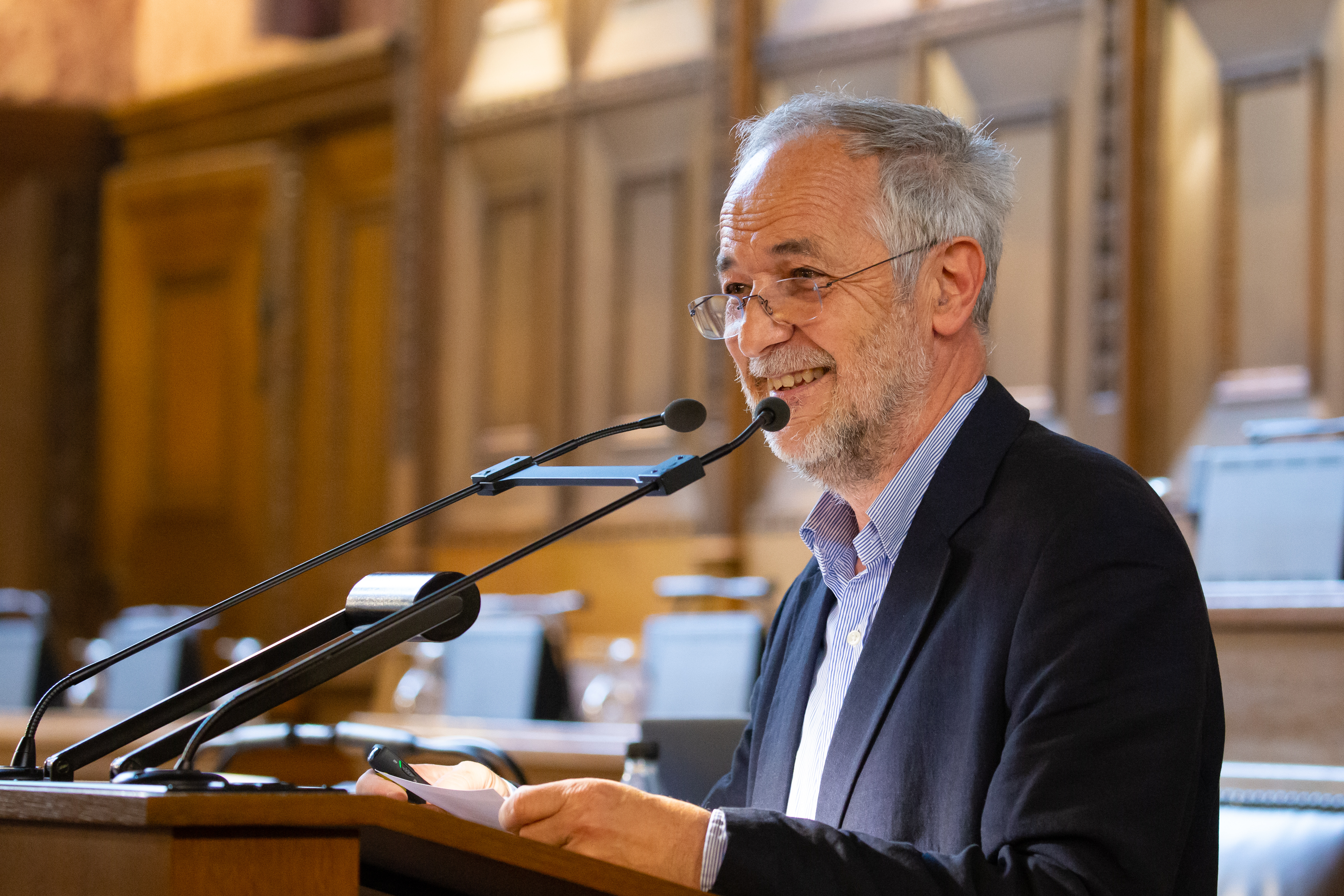
Osi Inglin bei der Vernissage zu seinem Buch "Kennst du das Basler Rathaus?" im Rathaus Basel

Oswald «Osi» Inglin (* 28. Juni 1953 in Basel) ist ein Schweizer Historiker, Anglist und Politiker (Die Mitte).

## Leben
Oswald Inglin studierte Geschichte, Englisch und Deutsch an der Universität Basel, in den USA und Irland und schloss im Jahre 1980 mit einem Lizenziat in Geschichte und Englisch ab. 1981 erwarb er am damaligen Kantonalen Lehrerseminar das Oberlehrerdiplom. 1989 promovierte er in Neuerer Allgemeiner Geschichte mit einer Arbeit über den Wirtschaftskrieg zwischen Grossbritannien und der Schweiz im Zweiten Weltkrieg bei Georg Kreis. Von 1980 bis zu seiner Pensionierung 2016 war er Lehrer für Englisch und Geschichte auf Englisch (Immersionsunterricht), zuerst am Holbein-Gymnasium, dann, nach dessen Fusion 1997 mit dem Gymnasium am Kohlenberg, am Gymnasium Leonhard. Ab 1988 war er auch Konrektor, zuerst des Holbein-Gymnasiums, dann des Gymnasiums Leonhard. Er ist verheiratet und hat drei Kinder.
Neben seiner Lehrertätigkeit führte er Fortbildungsveranstaltungen in seinen Spezialgebieten Portfolioarbeit und Immersives Unterrichten bei verschiedenen Kollegien und auch im Rahmen der Schweizerischen Weiterbildungszentrale (WBZ, heute Schweizerisches Zentrum für die Mittelschule ZEM) durch. In beiden Gebieten publizierte er wiederholt in Monografien und Fachzeitschriften und veröffentlichte einen Leitfaden für den immersiven Geschichtsunterricht auf Englisch.
Hobbymässig beschäftigt er sich mit der Geschichte der Quartiere im Osten Basels, zu denen er einen biografischen Bezug hat, und bietet dort Führungen an. Zudem führt er seit mehr als fünfzehn Jahren Rundgänge im Basler Rathaus durch. Er bietet auch Rundgänge im Basler Münster und im Badischen Bahnhof an, mit dessen Geschichte er sich vertieft beschäftigte während seiner Tätigkeit als Nachrichtenoffizier im Basler Stadtkommando.

## Politik
Von 2005 bis 2021 war er als Mitglied der CVP (heute Die Mitte) im Grossen Rat des Kantons Basel-Stadt. Dort präsidierte er von 2013 bis 2021 die grossrätliche Bildungs- und Kulturkommission (BKK).

## Schriften (Auswahl)

### Monografien
- Der stille Krieg. Der Wirtschaftskrieg zwischen Grossbritannien und der Schweiz im Zweiten Weltkrieg. Verlag NZZ, Zürich 1991.
- Das Stadtkommando Basel 1939–2003. Stab Stadtkommando Basel, Basel 2003 (gemeinsam mit Christian Brückner).
- CLIL’s Little Helpers. Tipps und Materialien für den immersiven Geschichtsunterricht. hep verlag, Bern 2012.
- Kennst du das Basler Rathaus? Eine Entdeckungsreise. Christoph Merian Verlag, Basel 2019.[9][10]
- Das Basler Münster und seine Geschichten – Ein Rundgang. Christoph Merian Verlag, Basel 2023.[11][12][13]

### Artikel in Büchern
- Der Wirtschaftskrieg zwischen Grossbritannien und der Schweiz im Zweiten Weltkrieg. In: Actes du Symposium 1995. La Suisse et la Seconde Guerre mondiale. Bd. I. Centre d’Histoire et de Prospective Militaire, Pully 1995. S. 160–175.
- Rahmenbedingungen und Modelle der Portfolioarbeit. In: Ilse Brunner, Thomas Häcker, Felix Winter (Hrsg.): Das Handbuch Portfolioarbeit. Konzepte. Anregungen. Erfahrungen aus Schule und Lehrerbildung. Klett/Kallmeyer, Seelze-Velber 2006, S. 81–88.
- Echte Immersion dank Vollbad im Sprachzielland – eintauchen oder nur planschen? In: Schweizerische Weiterbildungszentrale WBZ CPS (Hrsg.), Immersives Unterrichten. 10 Jahre zweisprachige Matura. Hintergründe – Erfahrungen – Herausforderungen. hep verlag, Bern 2009, S. 103–112. (= wbz forum cps, Band 4.)
- Prüfen und Bewerten von Portfolios im Regelunterricht und in Abiturprüfungen. In: Christine Biermann, Karin Volkwein (Hrsg.)_ Portfolio-Perspektiven. Schule und Unterricht mit Portfolios gestalten. Beltz, Weinheim/Basel 2010, S. 124–142.
- Trojanisches Pferd oder Nazi-Eiterbeule? Der Badische Bahnhof im Zweiten Weltkrieg: Einem Mythos auf der Spur. In: Michael Kunkel, Anna K. Liesch, Erik Petry (Hrsg.): Dreizehn 13. Basels Badischer Bahnhof in Geschichte, Architektur und Musik. Ein multidisziplinäres Projekt zur Vergangenheit und Gegenwart eines Stadtmonuments. PFAU-Verlag, Saarbrücken 2012, S. 31–36.
- Robert Mäder und die Heiliggeistkirche. Katholisches Bollwerk im protestantischen Basel. In: Neutraler Quartierverein Gundeldingen (Hrsg.): Das Gundeli. Ein Basler Stadtquartier im Wandel. Schwabe, Basel 2017, S. 96–109.
- Bewertungsanlässe festlegen und durchführen mit Portfolios. In: Stefan Keller, Franz König (Hrsg.): Kompetenzorientierter Unterricht mit Portfolio. hep verlag, Bern 2017, S. 65–81.

### Artikel in Zeitschriften
- Das Portfolio. Im Unterricht, zur Prüfungsvorbereitung, in der Prüfung. In: Deutschmagazin, 6/2005, S. 51–58.
- Das Portfolio. Sein Einsatz im Unterricht und in Prüfungen moderner Sprachfächer. In: Praxis Fremdsprachenunterricht, 6/2005, S. 6–11.
- Eine mediale New-York-Werkstatt. In: Praxis Fremdsprachenunterricht: Englisch, 2/2011, S. 4–8.
- Strukturierte reflexive Praxis beim selbst organisierten Lernen. In: Babylonia 3/2011, S. 64–66.